# Paramo
PARAMO, a.s. (Pardubická rafinérie minerálních olejů) je společnost se sídlem v Pardubicích, která je producentem asfaltářských výrobků a procesních olejů. Firma také nakupuje a zpracovává olejové hydrogenáty a hydrokrakáty z ORLEN Unipetrol RPA. Paramo je dceřinou společností ORLEN Unipetrolu.

## Historie
Počátek dnešního Paramo se datuje do roku 1889, kdy si David Fanto zřídil v Pardubicích vlastní závod na destilaci a následnou rafinaci petroleje z ropy. V roce 1907 změnil Fanto podnik v akciovou společnost a sám se stal jejím komerčním radou.
Nejpozději v roce 1916 byla firma uváděna jako Aktiengesellschaft für Mineralölindustrie vormals David Fanto & Comp.
V roce 1936 probíhala jednání o koupi podniku americkou Vacuum Oil Company. Celou skupinu Fanto ovládala holandská holdingová společnost se sídlem v Haagu. Akcie však vlastnila Societe Continentale de Section v Monaku.
V roce 1945 se začala z trosek a sutin po dvojnásobném bombardování na sklonku druhé světové války stavět Pardubická rafinérie minerálních olejů, národní podnik. Ten se pod obchodním názvem PARAMO (Pardubická rafinérie minerálních olejů) stal v roce 1960 podnikem s výhradní výrobou speciálních asfaltů. Akciová společnost Paramo po 1. lednu 1994, kdy došlo k její transformaci ze státního podniku, navázala na zodpovědnou práci předchozích generací. Od konce roku 2000 je členem skupiny Unipetrol.
Společnost Paramo se v minulosti zabývala také prodejem pohonných hmot pod značkou čerpacích stanic Paramo. Dnes většina těchto stanic funguje pod značkou Pap Oil. V roce 2008 společnost uvedla na trh pohonných hmot alternativní palivo SMN 30 (směsná motorová nafta s obsahem biosložky 30 %). 

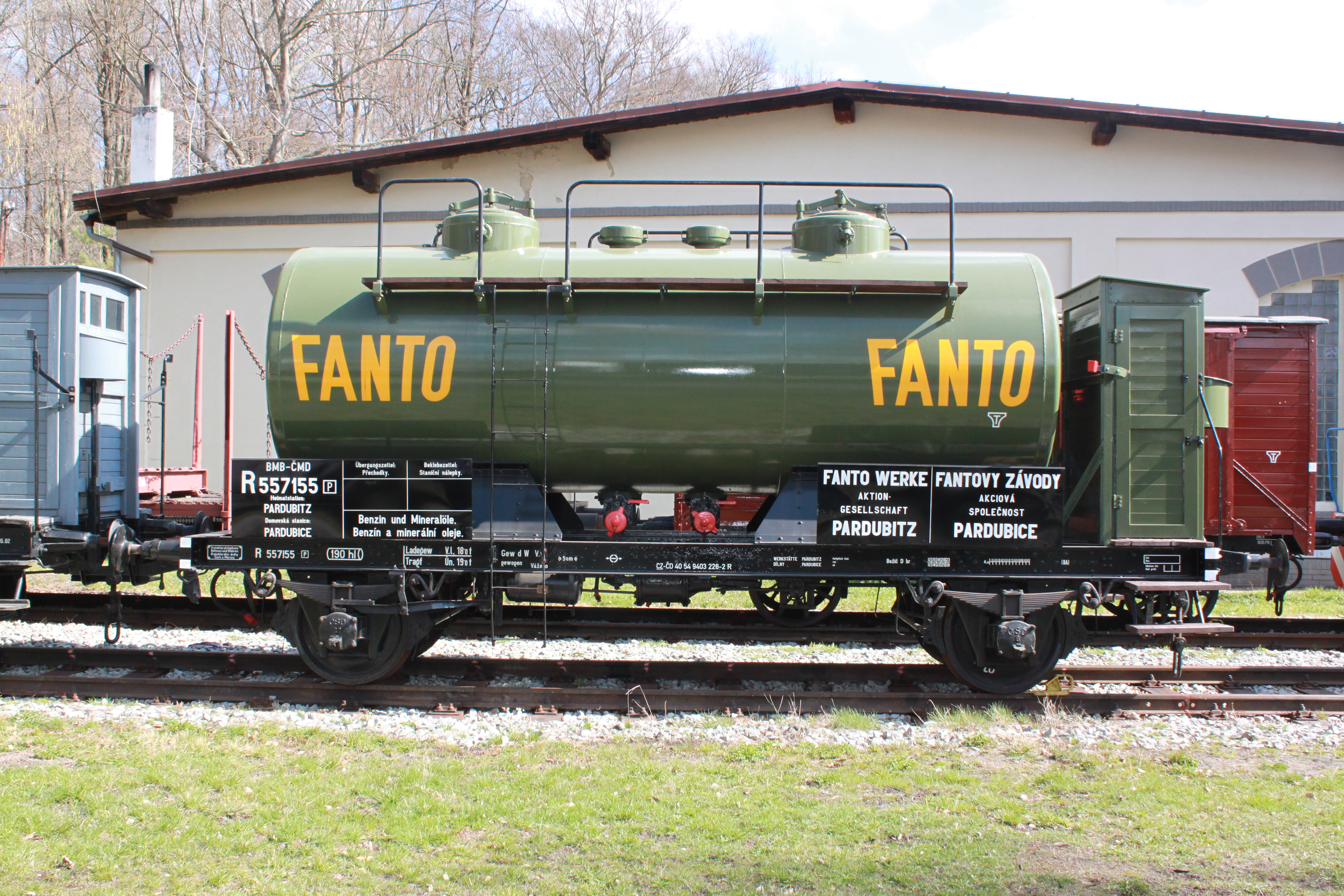
Historický kotlový vůz v Železničním muzeu Lužná u Rakovníka

Společnost byla částečně privatizována v rámci druhé vlny kupónové privatizace, 70 % akcií zůstalo ve vlastnictví FNM. V roce 2000 tyto akcie odkoupila společnost Unipetrol, která v roce 2003 do firmy Paramo včlenila společnost Koramo a postupně získávala další akcie Paramo. Její akcie byly obchodovány na Pražské burze do 3. března 2009, do roku 2006 byly i součástí Indexu PX 50. V lednu 2009 se Unipetrol jako 92% vlastník společnosti Paramo rozhodl získat zbylé akcie pomocí squeeze outu, od 4. března 2009 se tak stal jejím stoprocentním vlastníkem, podobně jako české společnosti Benzina.
V roce 2012 skončilo zpracovávání ropy v pardubické rafinerii, společnost dále pokračovala ve výrobě maziv, speciálních asfaltů a asfaltářských výrobků. Výroba motorových, převodových a hydraulických olejů a to včetně výroby olejů základových z hydrokrakátů litvínovské rafinerie, probíhala v Kolíně (včetně olejů Paramo, jejichž výroba byla převedena do Kolína v rámci ukončení zpracování ropy v Pardubicích v roce 2012), procesní oleje a asfalty pak výrobně pokračovaly v Pardubickém závodě. Kolínský závod byl také domovinou plastických maziv. V roce 2014 došlo v Kolíně k ukončení výroby deskových parafinů. 
V květnu 2021 bylo majitelem PKN Orlen rozhodnuto o utlumení závodu Kolín a zániku značky Mogul v rámci synergie Orlen Oil x Paramo. V září téhož roku tak došlo k úplnému ukončení výroby plastických maziv a také finálních olejů, následně pak na konci roku zmizela tato maziva i z obchodů a čerpacích stanic Benzina. Definitivní tečkou za výrobou v Kolínském závodě a věhlasnou značkou pak bylo ukončení výroby základových olejů v březnu 2022. Maziva Mogul byla nahrazena značkou Platinum Orlen.